# 토미 플래너건 (배우)
토미 플래너건(Tommy Flanagan, 1965년 7월 3일 ~ )은 영국 스코틀랜드의 배우이다.

## 작품 목록
- 글래디에이터 - 키케로 역
- 선셋 스트립 - 던컨 역
- 가디언즈 오브 갤럭시 VOL. 2 - 털크 역
- 빠삐용
- 러닝 와일드
- 샌드 캐슬 (넷플릭스)
- 더 발라드 오브 레프티 브라운 - 톰 하라 역
- 열혈 변호사 - 게이츠 역
- 킬러 스쿼드 - 마커스 역
- 웨이브
- 웨스트월드 시즌3